# Неделкова Гращица
Неделкова Гращица е село в Западна България. То се намира в община Невестино, област Кюстендил.

## География
Разположено е в източните хълмисти части на Осоговска планина, от двете страни на Гращичка река, която извира на 1300 m надморска височина от източните склонове на Брезов рид. Намира се на 15 km от Кюстендил по второкласен път №62 и на 3 km от Невестино. Има 3 – 4 махали.
Съседните села са Берсин (11 km), Нови Чифлик (7 km), Рашка Гращица (6,5 km), Згурово (5,6 km)

## История
Споменава се в турски регистър от 1576 г. Съществува легенда за дядо Недялко, който дошъл от друго село, за да не бъде потурчен, и се заселил тук.
В началото на XX век е създадена Земеделска кредитна кооперация „Прогресъ“. В периода 1944 – 1946 активна дейност развива народното читалище в селото.

## Население
Численост и дял на етническите групи според преброяването на населението през 2011 г.:
|                     | Численост | Дял (в %) |
| Общо                | 115       | 100,00    |
| Българи             | 115       | 100,00    |
| Турци               | 0         | 0,00      |
| Цигани              | 0         | 0,00      |
| Други               | 0         | 0,00      |
| Не се самоопределят | 0         | 0,0       |
| Неотговорили        | 0         | 0,00      |

## Религии
- Източноправославен храм „Свети Никола“, вдигнат през 1884 година, изписан от Евстатий Попдимитров. Първата камбана датира от 1907 г. от камбанолеяра Борис. К. Плачийски.

## Културни и природни забележителности
- Паметник-чешма с изписаните имена на жителите от селото, загинали във войните 1912 – 1913, 1915 – 1918, 1942 – 1945 г.
- паметник-чешма на загиналите при Булаир
- читалище „Наука“

- Входът на читалището
- Друг изглед към читалището
- Кметството в Неделкова Гращица
- Чешмата до кметството
- Паметникът на загиналите във войните

## Личности
- Илия Христов Кацарски (1886 – 1941) – служил в периода 1917 – 1918 г.в 4-та Експлоатационна жп дружина (18 рота) и Поправителен полк при Щаба на действащата армия в гр. Драма; старши конен полицейски стражар 1919 – 1920 г., старши акцизен стражар 1920 – 1922 г., жп полицай на гара София до 1931 г., след това емигрира в Румъния където работи, за да откупи запорираните си през 1901 г. ниви и лозя.
- инж. полк. Никола Илиев Кацарски-Коката (1924 – 1980) – антифашист, член на градското и областно ръководство на РМС-Кюстендил, ятак на групата на Д. Каляшки и други нелегални партийни и ремсови функционери, служил в 1-ви гвардейски дивизион – Свързочна дружина – София (1946 г.). Отдал дълги години работа в Гранични войски, заемайки редица ръководни длъжности в граничен отряд Свети врач и Неврокоп и в Щаба на ГВ, завършил Военна академия „Г. С. Раковски“ през 1953 г., профил „Свързочни войски“. Напуснал МВР през 1961 г.поради несъгласие с методите на работа. Кавалер на орден „Червено знаме“ (1957), медал за „Боева заслуга“ (1953), медал „20 години МВР“, медал „30 години МВР“ и други. Работил в СЗ „Ворошилов“, в ЗТТТ на ръководни длъжности.